# Colí de Califòrnia

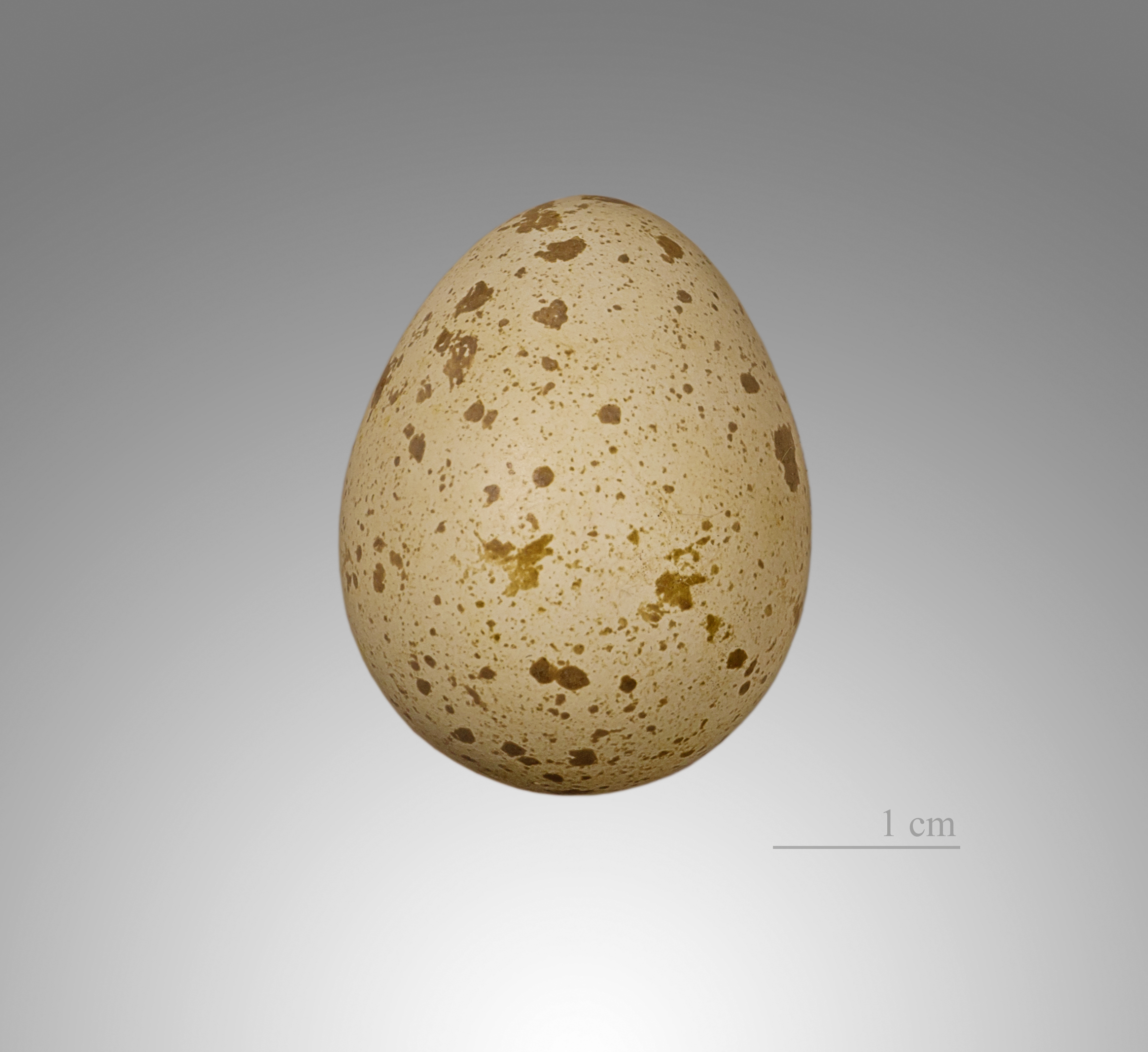
Callipepla californica

El colí de Califòrnia (Callipepla californica) és una espècie d'ocell de la família dels odontofòrids (Odontophoridae) que habita praderies, boscos de roures i semideserts de l'oest d'Amèrica del Nord, des del sud de la Colúmbia Britànica i l'illa de Vancouver cap al sud, a través de l'oest dels Estats Units, fins al sud de Baixa Califòrnia. Introduït a molts indrets arreu el món.